# نپر (نوشهر)
نپر، روستایی است از توابع بخش کجور شهرستان نوشهر در استان مازندران ایران.

## جمعیت
این روستا در دهستان پنجک‌رستاق قرار دارد و براساس سرشماری مرکز آمار ایران در سال ۱۳۸۵، جمعیت آن زیر سه خانوار بوده‌است. مردم نپر از قومیت طبری هستند. مردم نپر به زبان طبری با گویش کجوری سخن می‌گویند.